# Hansjörg Tauscher
Hansjörg Tauscher (Oberstdorf, 15 de septiembre de 1967) es un deportista alemán que compitió para la RFA en esquí alpino.
Ganó una medalla de oro en el Campeonato Mundial de Esquí Alpino de 1989, en la prueba de descenso. 
Participó en tres Juegos Olímpicos de Invierno, entre los años 1988 y 1994, ocupando el séptimo lugar en Albertville 1992, en la prueba de descenso.
En 1989 fue galardonado con la Silbernes Lorbeerblatt.

## Palmarés internacional
| Campeonato Mundial | Campeonato Mundial    | Campeonato Mundial | Campeonato Mundial |
| Año                | Lugar                 | Medalla            | Prueba             |
| ------------------ | --------------------- | ------------------ | ------------------ |
| 1989               | Vail (Estados Unidos) | Medalla de oro     | Descenso           |